# Nicola Fumo

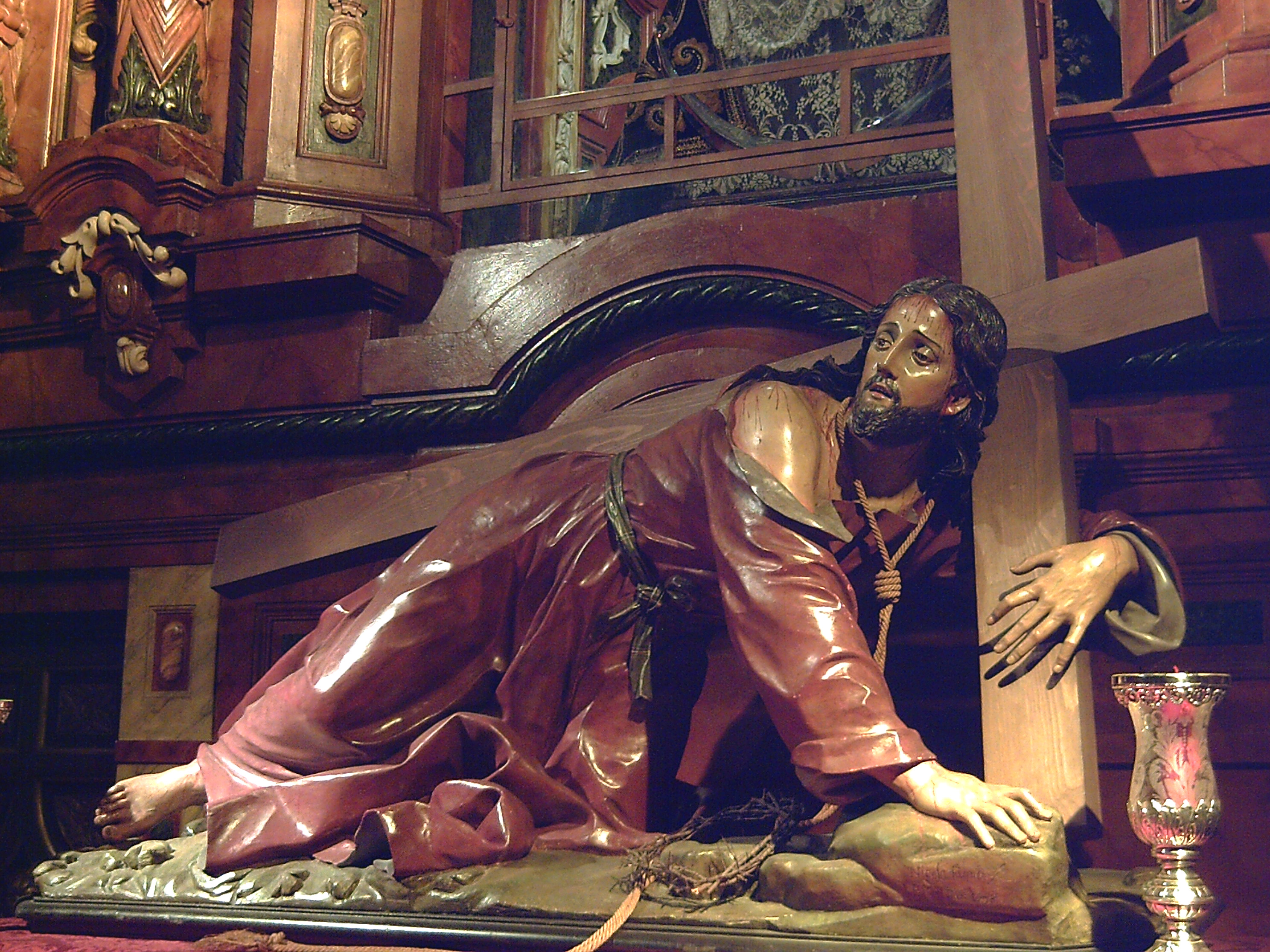
Cristo caído, 1698, Madrid, Iglesia de San Ginés.

Nicolò o Nicola Fumo (Saragnano, provincia de Salerno, 1647-Nápoles, 1725) fue un arquitecto y escultor barroco italiano, considerado como uno de los más destacados exponentes de la estatuaria napolitana en madera.
Nacido en Saragnano, Provincia de Salerno, miembro de una familia de tallistas, fue discípulo de Cosimo Fanzago, según De Dominici, y estrechamente relacionado con Gaetano Patalano. Durante su carrera recibió numerosos encargos tanto de la corte de Nápoles como de Madrid, donde su fama llegó a superar a la obtenida en Italia. Entre sus obras más famosas se cuenta la Caída de Cristo camino del Calvario de la Iglesia de San Ginés de Madrid, firmada y fechada en 1698 y donada un año más tarde a la iglesia por el marqués de Mejorada.
Ese estrecho contacto entre Nápoles y España y la fama adquirida por el escultor en la corte de Madrid, se tradujo en los numerosos encargos que recibió de esta procedencia, según advirtió ya Bernardo De Dominici en sus Vite de Pittori, Scultori ed Architetti napoletani (Nápoles, 1742), aludiendo en forme genérica a las muchas «obras bellísimas esculpidas en mármol y madera» que habría enviado a España atendiendo a esos encargos, en buena parte obras de devoción de pequeño tamaño demandadas por particulares para sus oratorios privados, como la Sagrada Familia en su camino de regreso de Egipto o Trinidad del cielo y de la tierra, grupo en madera policromada firmado «Nicolavs Fvmo F Napoli», que guarda el Museo Nacional de Escultura de Valladolid, o la Santa Rosa de Lima adquirida en julio de 2024 por el Estado español ejerciendo su derecho de tanteo al salir la pieza a subasta.
Trabajó para la catedral de Lecce, donde es suya la Asunción de la Virgen del altar mayor, fechada en 1689, el mismo año en que firmó una serie de esculturas en madera dada de blanco para la iglesia de San Giovanni Battista delle Monache de Nápoles, en las que se resume el estilo ligero y de amplio efecto barroco característico del artista.
Entre sus últimos encargos figura la Santísima Virgen de las Maravillas que se venera en la localidad murciana de Cehegín. Una imagen de hondo calado en la religiosidad popular que se caracteriza por un gran trabajo de policromía mediante la estofa, un marcado clasicismo y una serena belleza que en cierta media la vinculan más al gusto rococó que al dramatismo propio del barroco.